# Arraial do Cabo
Arraial do Cabo is een gemeente in de Braziliaanse deelstaat Rio de Janeiro. De gemeente telt 26.896 inwoners (schatting 2009). De badplaats ligt aan de Costa do Sol.